# Kaločko-kečkemetska nadbiskupija
Kaločko-kečkemetska nadbiskupija je rimokatolička nadbiskupija u Mađarskoj. Nekad se prostirala na jugu Mađarske i sjeveroistoku Hrvatske.
Utemeljena je u ranom srednjem vijeku pod imenom Kalačka.  Sjedište joj je bilo u Kalači.
U 11. stoljeću je bila vrlo siromašnom nadbiskupijom. 1149. je za kraljevanja ugarsko-hrvatskog kralja Gejze II. personalno ujedinjena s Bačkom nadbiskupijom, tako da je nastala Bačko-kalačka nadbiskupija koja je kasnije nosila obrnuti naziv, Kalačko-bačka nadbiskupija. Zadržala je svoj kaptol.
31. svibnja 1993. je Kaločka nadbiskupija promijenila ime u Kaločko-kečkemetska nadbiskupija.

## Vanjske poveznice
- Catholic-Hierarchy